# Martyrs (film 2008)
Martyrs è un film del 2008 diretto da Pascal Laugier.
Insieme ad Alta tensione, Frontiers - Ai confini dell'inferno, À l'intérieur e a Calvaire ha contribuito a riportare in auge l'horror francese.
È stato presentato in anteprima al 61º Festival di Cannes, mentre in Italia è stato proiettato al Festival Internazionale del Film di Roma.

## Trama
Francia, 16 ottobre 1971. Lucie Jurin, bambina scomparsa da un anno, viene ritrovata lungo una strada ferita e sconvolta a causa di pesanti torture fisiche e psicologiche. Così, per far luce su cosa le sia successo, viene interrogata Anna Assaoui, un'altra piccola ospite dell'istituto in cui è stata ricoverata Lucie, che però sostiene che l'amica, che intanto è tormentata dalle visioni di una donna morta che la ferisce, non racconti mai nulla.
Francia, 15 anni dopo. Lucie, convinta che i coniugi Belfond siano i suoi aguzzini, irrompe in casa loro e uccide a colpi di fucile l'intera famiglia (padre, madre e due figli), per poi chiamare l'amica di sempre, Anna, e, infine, venir aggredita dalla
"morta" che la tormenta. Quella notte, Lucie sogna lei stessa da bambina sfuggire alla sua aguzzina, senza però liberare un'altra prigioniera molto simile alla "morta" che la perseguita. Anna, scoperto che Gabrielle Belfond non è morta, e credendo che Lucie si sbagli sui Belfond, cerca di salvarla; ciò però scatena l'ira di Lucie che, svegliatasi, uccide Gabrielle per poi venir nuovamente aggredita dalla morta e infine, capito che non potrà mai liberarsi di lei, che altri non è che la manifestazione del suo senso di colpa, procede con l'uccidersi tagliandosi la gola con un rasoio davanti ad Anna.
La mattina dopo però si scopre che Lucie non si sbagliava sui Belfond: infatti Anna trova in casa un passaggio segreto che conduce a un laboratorio sotterraneo con una botola che conduce a una prigione in cui è rinchiusa una giovane con segni di una feroce tortura. Anna libera la giovane e la porta al piano di sopra dove però, ridotta alla follia dalle sevizie e dalla prigionia, inizia a ferirsi con un coltello finché un gruppo di soldati irrompe in casa, uccide la giovane e, dopo aver ripulito la scena del crimine, trascina Anna nel seminterrato. Qui, Anna, riceve la visita di un’anziana signora, Mademoiselle, che, dopo averle mostrato foto di donne agonizzanti per le tortura ma ancora vive, le spiega che la sua organizzazione tortura persone al fine di creare martiri – persone trascese, cioè vive ma con la mente nell'aldilà – cosicché, prese dall'estasi, rivelino cosa c’è dopo la morte ma che, finora, è riuscita solo a creare delle vittime che si rifuggono nella follia e nelle allucinazioni, come successo a Lucie. È così che Mademoiselle, convinta che i soggetti migliori per il martirio siano le giovani donne, fa incatenare e torturare Anna. 
In effetti, col tempo Anna smette di avere paura e infine, dopo che è stata spellata viva (tranne il viso), si vede nei suoi occhi l’espressione tanto agognata da Mademoiselle: l'estasi del martirio. Avvisata dell'accaduto, Mademoiselle si precipita da Anna che le rivela cosa vede, così la donna, dopo aver convocato i membri dell'associazione per dir loro cosa ha visto Anna, che è ancora viva ma non parla più, si suicida sparandosi in bocca e portandosi il segreto con sé.
martire: nome, aggettivo;
dal greco “marturos”: 
testimone

## Produzione
Pascal Laugier, il regista del film, ha dichiarato di aver voluto realizzare questo film come reazione a un periodo triste della sua vita e di aver voluto creare un film sulla sofferenza e sul suo pessimismo nei confronti del mondo, non per scioccare o disgustare gli spettatori.
La produzione ha avuto inizialmente varie difficoltà nel reperire i fondi, così come nel trovare tecnici e attori disposti a realizzarlo. Il produttore Richard Grandpierre aveva inoltre inizialmente respinto la sceneggiatura, considerandolo un film ai limiti della sopportabilità, per poi decidere invece di produrlo comunque certo dello scandalo che avrebbe suscitato. Il film è stato infine prodotto con un budget ridotto a 2 milioni di euro e girato in Canada.

## Distribuzione

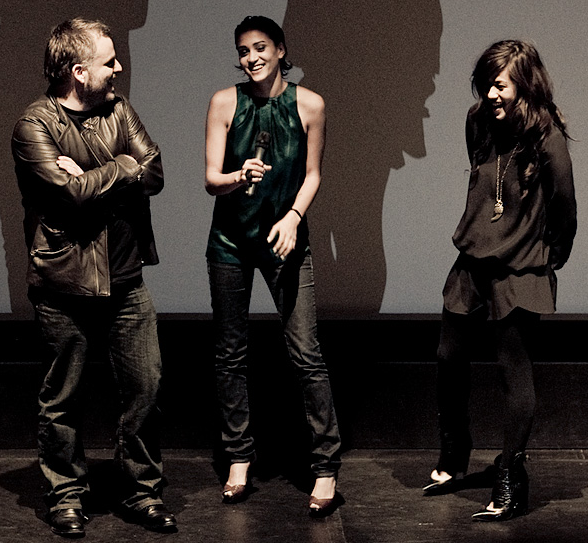
Il regista Pascal Laugier e le attrici Morjana Alaoui e Mylène Jampanoï al Teatro Ryerson per una delle proiezioni di Martyrs

Inizialmente il film, in Francia, è stato vietato ai minori di 18 anni, cosa che non avveniva da venti anni. In seguito al ricorso dei produttori della pellicola e alle proteste da parte del cast del film, supportati da alcuni registi e attori, contro la censura, il divieto è stato abbassato ai minori di 16 anni.
In Italia il film è stato distribuito da Videa CDE a partire dal 12 giugno 2009, con divieto ai minori di 18 anni.

## Accoglienza

### Critica
(Alessio Guzzano, City, 12 giugno 2009)
(Daniela Catelli, Comingsoon.it)
(MYmovies.it)
(FilmTv.it)

## Riconoscimenti
- 2009 – European Fantastic Film Festivals Federation
  - Méliès d'oro

## Remake
Nel 2015 è stato realizzato un remake di produzione statunitense, diretto da Kevin Goetz e Michael Goetz su una sceneggiatura di Mark L. Smith. Del cast fanno parte Bailey Noble, Troian Bellisario e Kate Burton. Il film si discosta dalla trama originale e ha ricevuto critiche negative.